# Flugplatz Vila Real

i7
i11
i13
Der Flugplatz Vila Real (portugiesisch „Aeródromo Municipal de Vila Real“, IATA-Code: VRL, ICAO-Code: LPVR) ist ein portugiesischer unkontrollierter Flugplatz in der Nähe der Stadt Vila Real in der Region Norte. Er wird hauptsächlich von Privat- und Sportflugzeugen genutzt. Das Stadtzentrum von Vila Real liegt rund 4 Kilometer nördlich vom Flugplatz.
Bis zum Jahre 2008 wurde der Flugplatz durch Aerocondor für Business Ad-hoc-Charter (Airtaxi-Flüge) für die Angestellten der nahe gelegenen Industriebetriebe genutzt. Auf dem Flugplatzgelände befindet sich auch eine Kart-Rennstrecke (Kartodromo de Vila Real).
Im Jahr 2018 bediente die portugiesische Regionalfluggesellschaft Aero VIP unter der Marke SevenAir den Flughafen zwei Mal täglich mit Cascais bei Lissabon. Der Flug ist Teil einer Nord-Süd-Verbindung, die die Städte Bragança, Vila Real, Viseu, Cascais und Portimão verbindet – sie werden nacheinander auf der Flugroute angeflogen.

## Zukunft
Die Stadtverwaltung von Vila Real gab 2010 bekannt, dass sie einen Ausbau des Flugplatzes zum kommunalen Flugplatz beabsichtigt. Das rund auf 16,5 Millionen Euro geschätzte Projekt soll auch den Ausbau der Start- und Landebahn zwischen 1500 und 1800 Metern beinhalten. Auf Grund der Wirtschaftskrise in Portugal wird das Projekt derzeit jedoch nicht weiter verfolgt.